# Героические мифы
Героические мифы — мифы, строящиеся вокруг биографии мифологического героя. Повествуют о чудесном рождении героя, испытании его старшими родичами или враждебными демонами, поисках жены и брачных испытаниях, борьбе с чудовищами и других подвигах, смерти героя. Отражают наиболее важные эпизоды жизненного цикла. Испытания составляют важнейший элемент героических мифов. Героический миф является важнейшим источником формирования героического эпоса и сказки.
В качестве универсальной категории персонажей герои редко выделяются настолько же терминологически отчётливо, как в греческой мифологии. В рамках архаических мифологий герой часто принадлежит к категории великих предков, в более развитых традициях — к числу легендарных древних царей или военных вождей, в том числе имеющих исторические имена. Ряд исследователей (Ш. Отран, Ф. Рэглан и др.) возводили происхождение образа мифологического героя к царям-колдунам (жрецам), описанным в «Золотой ветви» Дж. Фрейзером; герой может пониматься как ритуальная ипостась божества (Рэглан). Этот подход не может применяться к наиболее архаическим традициям, где герой представлен в качестве первопредка, принимающего участие в творении, изобретающего «кухонный» огонь, культурные растения, вводящего социальные и религиозные институты и др. — такой выступает в роли культурного героя и демиурга. Если боги (духи) способны к созданию космических и культурных объектов собственно магическим способом, через словесное называние, «извлекание» из себя, герой, как привило, находит и добывает объекты в готовом виде, но в далёких местах или ином мире, преодолевает для этого ряд трудностей, отнимает или похищает их у первоначального хранителя — подобно культурному герою, или изготовляет как гончар или кузнец — подобно демиургу. Схема мифа творения включает минимальную совокупность «ролей» — субъект, объект и источник-материал творения. Если субъектом выступает не божество, а герой-добытчик, у него, как правило, появляется дополнительная роль антагониста. Представления о герое, обладающим пространственной подвижностью и многочисленными контактами, в особенности враждебными, способствуют тому, что миф повествовательно развёртывается и может трансформироваться в жанры сказки или героического эпоса. В рамках более развитых мифологий герой в эксплицитной форме представляет собой силы космоса в их борьбе с силами хаоса, такими как хтонические чудовища и другие демонические существа, угрожающими мирному существованию богов и людей. В ходе начала «историзации» мифа в рамках эпических текстов герой трансформируется в квазиисторического персонажа, а их демонические противники могут быть представлены как иноверные иноземные захватчики. Сказочные повествования заменяют мифических героев на такие фигуры, как рыцари, принцы и крестьянские сыновья, в том числе младшие сыновья и другие герои, который вначале «не подают надежд». Они побеждают сказочных чудовищ при помощи силы, хитрости или волшебства.
К числу функций мифических героя относится представительство человеческого или этнического сообщества перед богами и духами и посредничество (роль медиатора) между мирами. Нередко роль героя близка к роли шамана. В некоторых примерах герой действует по инициативе богов или с помощью последних, однако обычно он намного активнее богов. Эта активность в мифах и эпосе развитых традиций формирует героический характер: герой смел, неистов, склонен к переоценке своих сил: Гильгамеш, Ахилл, герой германского эпоса и др. Категория богов также включает активных персонажей, осуществляющих посредничество между частями космоса и побеждающих демонических противников. К числу этих богов-героев принадлежат скандинавский Тор, вавилонской Мардук и др. Однако герой, даже имеющий божественное происхождение и «божественную» силу иногда противостоит богам. Гильгамеш описан в аккадской поэме «Энума Элиш» в качестве существа на две трети божественного и по многим качествам превосходящего богов, не способен сравниться с ними, и его стремление к бессмертию оканчивается провалом. В ряде сюжетов неистовость или понимание внутреннего превосходства над богами ведёт героя к богоборчеству: греческий Прометей и близкие персонажи кавказско-иберийских мифологий: Амирани, Абрскила, Артавазд, а также Батрадз.
Герой совершает подвиги при помощи своей сверхъестественной силы, только отчасти присущей ему от рождения, обычно по причине его божественного происхождения. Герою может требоваться помощь богов или духов, которую он получает через искус и испытания наподобие посвятительного — инициации. Потребность героя в помощи становится менее выраженной в повествованиях героического эпоса, но возрастает в сказке, в которой за героя его задачи часто выполняются чудесными помощниками. Предполагается, что обряды инициации отражены в эпизодах обязательного для героического мифа ухода или изгнания героя из его социума, временной изоляции и странствий в иных землях, на небесах или уходе в нижний мир, где он связывается с духами, приобретает духов-помощников, иногда борется против демонических противников. В качестве символического мотива, связанного с инициацией, исследователи рассматривают эпизод, в котором юный герой проглатывается чудовищем, а затем освобождается из его чрева. Связан с инициацией также распространённый эпизод, когда герой испытывается его божественным отцом, дядей или вождём племени, дающим ему «трудные задачи» или изгоняющим его из племени. Изгнание и трудные задачи в некоторых сюжетах являются следствием проступка героя, например, нарушения табу, или опасности, которую герой представляет для отца или вождя. Юным героем нередко нарушаются запреты, совершается инцест, означающий его исключительность и зрелость, и, возможно, одряхление отца или вождя. Испытание может иметь форму преследований, и попытки уничтожить героя богом, отцом, царём или демоническими существами, злыми духами. Герой может становиться мистериальной жертвой, проходя временную смерть.
Существенной частью героических мифов, предшествующей общезначимым для социума важнейшим подвигам, является повествование, описывающее чудесное или, так или иначе, необычное рождение героя, необычные способности этого персонажа и раннее достижение им зрелости, обучение и предварительные испытания, и различные перипетии его детства. Биографическое начало героических мифов в целом является аналогичным относительно космического начала в космогонических и этиологических мифов. Однако герой упорядочивает хаос в мире в целом, а в плане формирования личности героя, который служит своему сообществу и способен затем к поддержанию космического порядка. Героический миф нередко повествует о женитьбе, в том числе включает эпизоды соревнований и испытаний, устраиваемых чудесной невестой или её отцом, что существенно развито в сказке. В ряде сюжетов — повествование смерти героя, нередко трактуемой как временный уход в иной мир при сохранении перспективы вернуться, воскреснуть. Биография героя может быть ясно соотнесена с циклом «переходных» обрядов, которые сопровождают рождение, посвящение, свадьбу и смерть. В то же время героический миф, как и другие мифы, обладающий парадигматической функцией, служит образцом переходного обряда, в особенности инициации.
Герой в греческой мифологии — сын или потомок божества и смертного человека. В Древней Греции существовал культ умерших героев. Исследователи относят формирование образа героя к классическому или олимпийскому периоду греческой мифологии — 2-е тысячелетие до н. э., расцвет — середина 2-го тысячелетия до н. э., в который происходили укрепление патриархата и расцвет Микенской цивилизации.

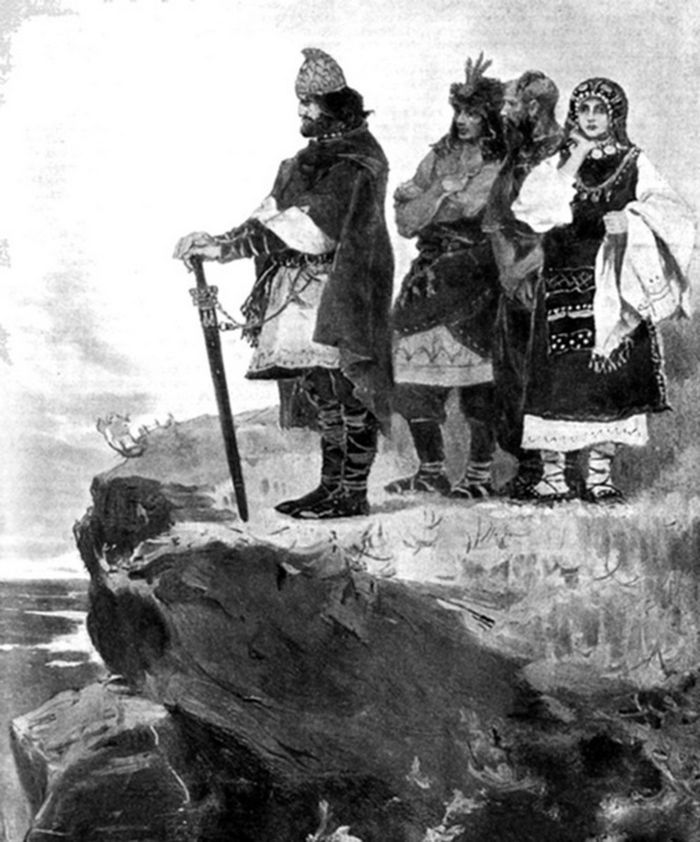
Братья Щек, Кий, Хорив и их сестра Лыбедь, картина Ивана Ижакевича, 1907

В славянской мифологии представления об эпических героях возникают с началом мифологизированной исторической традиции. Сведения о них фрагментарны и имеются лишь по отдельным славянским традициям. Известны генеалогические герои Кий, Щек, Хорив у восточных славян, Чех, Лях и Крак у западных славян и др. Однако реконструкция уровня генеалогических героев допустима и для праславянской мифологии. Более древние истоки имеют персонажи, выступающие как противники этих героев, например в змееподобные чудовища, поздними вариантами которых считаются Соловей-разбойник и Рарог-Рарашек. Предположительно праславянским является мифологический сюжет о князе-оборотне, от рождения наделённом знаком волшебной власти — сербский эпос о Вуке Огненном Змее, восточнославянский эпос о Всеславе.
Согласно Новгородской первой летописи и «Повести временных лет», на днепровских «горах» (холмах) жил человек по имени Кий вместе со своими младшими братьями Щеком, Хоривом и сестрой Лыбедью. Каждый из братьев основал поселение на одном из трёх холмов. Кий построил на правом высоком берегу Днепра город, названный в честь него Киевом. Ряд учёных считает легенду этимологическим мифом, призванным объяснить названия киевских местностей. Имена этих персонажей производны от киевских топонимов (Киев, «горы» Щекавица и Хоревица, река Лыбедь, приток Днепра), а не наоборот. Данные персонажи рассматриваются как генеалогические герои, герои мифологического эпоса, связанные с началом мифологизированной исторической традиции. Предание в «Повести временных лет» родственно мифологическому сюжету о трёх братьях и сестре: в русской сказке присутствует богатырша Белая лебедь, владеющая живой водой и молодильными яблоками, за которыми были посланы братья. Имя богатырши, возможно, образовано от первоначального Лыбедь под влиянием мифологического мотива превращения богатырши в птицу.